# Смоленская Мариинская женская гимназия

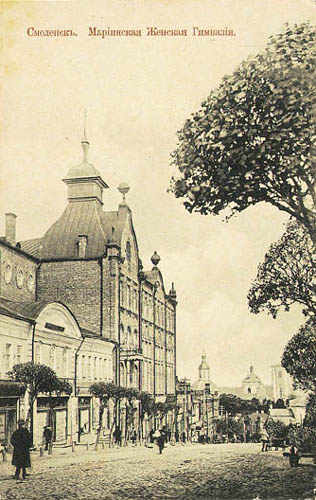
Здание гимназии на Большой Благовещенской улице

Смоленская Мариинская женская гимназия — среднее женское общеобразовательное учреждение Российской империи Ведомства учреждений императрицы Марии. В уставе этого учреждения говорилось, что его целью было «сообщить ученицам то религиозно-нравственное образование, которое должно требовать от каждой женщины, в особенности от будущей супруги и матери семейства».

## История
Открыта 6 декабря 1861 года как «Женское училище I разряда», которое было преобразовано в гимназию в 1870 году. Это было первое в Смоленской губернии женское среднее учебное заведение. 18 ноября 1862 года смоленское училище стало называться Мариинским.
Учебное заведение предназначалось для девочек с восьмилетнего возраста. Училище было «трёхклассным с двухгодичным курсом»: воспитанницы обучались шесть лет — по два года в каждом из классов. Размещалось училище сначала в каменном здании на Блонье, которое было передано ему безвозмездно.
Учебная программа гимназии состояла из «обязательных» и «необязательных» предметов. К первым относились закон Божий, русский язык (с церковнославянским) и русская словесность, математика (арифметика, алгебра, геометрия), география (всеобщая и русская), история (всеобщая и русская), естественная история, физика, математическая география, чистописание и рукоделие. За это родители или опекуны платили 10 рублей в год. Необязательными предметами были новые иностранные языки (французский, немецкий), древние языки (латинский, греческий), педагогика, рисование, музыка, танцы, пение и гимнастика. Те, кто обучался им, доплачивали ещё по 10 рублей.
С 1871 года гимназия состояла из 7 классов. При гимназии было начальное училище, где гимназистки старших класса (8-й дополнительный) проходили педагогическую практику. Выпускницы, окончившие общий и дополнительный курсы гимназии с отличием, получали звание домашних наставниц, а окончившие 8 классов успешно — звание домашних учительниц. Девушки, окончившие только первые (низшие) классы гимназии, по достижении шестнадцатилетнего возраста и при условии исполнения обязанностей помощницы учителя в каком-либо начальном училище могли получить звание учительницы начального училища.
В 1876 году гимназия переехала в бывшее здание мужской гимназии, на углу Благовещенской (ныне — Большая Советская) и Малой Вознесенской улиц. Спустя двадцать лет исследователь народного образования в губернии Ф. Ф. Шперк писал, что «здание, ныне занимаемое женской гимназией, по числу в ней учащихся неудобно и требует расширения». К концу XIX века в Мариинской гимназии около 500 девочек обучали двадцать два преподавателя.
На 1 января 1900 года из 447 гимназисток 355 были православными, 28 — прихожанами римско-католической церкви, 23 — лютеранского и 41 — иудейского вероисповедания. Детей дворян было 55,6 %, детей духовенства — 3,1 %, представителей городских сословий — 36,6 % и детей сельских жителей — 4,7 %. Плата за обучение составляла в это время 40 рублей в основных классах и 30 рублей в приготовительном классе.
Новое здание для гимназии было построено рядом в 1905 году.
В гимназии действовало два совета: попечительный и педагогический. Председателем попечительного совета гимназии был А. П. Энгельгардт. В 1913 году членами попечительского совета были А. Вонлярлярский, П. Ланин, Н. Мертенс, Д. Потёмкин, Б. Рачинский, А. Тухачевский.
Библиотека гимназии в 1891 году насчитывала 2173 томов, 1425 названий.
Существовала Мариинская гимназия до весны 1918 года. С осени 1918 года здесь размещались 16-я и 17-я советские трудовые школы 1-й ступени, с 1923 года здание перешло в ведение Западного военного округа.

## Персоналии
- Валентина Михайловна Бузинова-Дыбовская — выпускница 1906 года; одна из первых русских женщин, получивших высшее техническое образование. В 1920 году была включена в состав Государственной комиссии по электрификации России (ГОЭЛРО)[6].
- Ольга Михайловна Бузинова[Комм 3]
- Вера Николаевна Глинка — художница; двоюродная племянница М. И. Глинки[7]
- Нина Ильинична Гитович — автор «Летописи жизни и творчества А. П. Чехова» (М., 1956)[8].
- Анна Николаевна Рачинская (вып. 1893) — 1-я жена Вадима Никандровича Верховского[9].

С середины 1880-х по конец 1890-х начальницей гимназии была Ольга Михайловна Полторацкая.
С 1903 года до закрытия гимназии её начальницей была выпускница 1874 года, проработавшая в ней более 30 лет, Евгения Максимовна Можайская.
С 1914 года начальницей 2-й Смоленской женской гимназии была выпускница «Мариинки», Мария Михайловна Гедда (в замужестве — Ромейко-Гурко), последняя владелица усадьбы «Рай».
В Мариинской гимназии в разные годы преподавали её выпускницы: Александра Яковлевна Батенина, Александра Васильевна Богословская, Александра Яковлевна Степанова, Евгения Григорьевна Крыжановская, Елизавета Степановна Иванова, Александра Васильевна Соколова, Нина Феликсовна Юхневич
- С 1880-го по 1898 год служила классной дамой, окончившая курс Санкт-Петербургского училища Ея Императорского высочества Принцессы Ольденбургской, княжна Екатерина Ивановна Друцкая Соколинская[14].
- Воздвиженский, Григорий Леонидович — окончил Московский университет; преподавал в гимназии русский язык и педагогику.
- Добровольский, Владимир Николаевич — преподаватель литературы, логики и истории (1880—1882)[15]
- Немыцкий, Владимир Васильевич — отец В. В. Немыцкого; преподавал до 1904 года математику и физику.
- Пречан, Антон Антонович (1889—1903) — выпускник Венского университета; преподавал немецкий язык, с 1890 года — действительный статский советник; до этого с 1883 года был директором Костромской мужской гимназии.
- Соколов, Николай Николаевич (27.07.1867, с. Песочни Сычёвского уезда Смоленская губернии — 3.01.1938, Томск) — в 1901 году был назначен законоучителем 1-й Мариинской женской гимназии; действительный член Смоленского церковно-археологического комитета; член Смоленской учёной архивной комиссии (с 3.04.1908), её ревизионной комиссии (с 12.04.09)[16].

## Комментарии
1. ↑  Уже в 1884 году на рассмотрении у земского собрания находилось ходатайство попечительного совета Мариинской женской гимназии об открытии в Смоленске дополнительного училища для девочек, чтобы «до некоторой степени отвлечь наплыв желающих поступить» в существовавшее заведение. В 1886 году в арендованном у старосты купеческого общества П. Ф. Ланина здании на углу Одигитриевской и Большой Благовещенской улиц (ныне — угол Большой Советской и Ленина) была открыта 4-х классная прогимназия; в 1901—1902 годах был пристроен новый трёхэтажный корпус и с 1 июля 1902 года это учебное заведение стало называться 2-й Смоленской женской гимназией (в 1910 году в ней обучалось уже 700 девочек).
2. ↑  Теперь на этом месте находится высокое, монументально оформленное здание, построенное в 1928 году для Дома Красной Армии (старый корпус сельскохозяйственного института).
3. ↑  После окончания Высших женских курсов (видимо, Смоленские Женские Политехнические курсы, открытые в 1906 году) сначала преподавала географию в Смоленской частной женской гимназии Ровинской, затем, в 1920-х годах работала в Смоленском государственном университете и Смоленском институте народного образования (СИНО), где она одновременно являлась лаборантом по зоологии, преподавала зоологию в Показательной школе при СИНО и естествознание на рабочем факультете.